# Léoura
Léoura är en ort i Burkina Faso.   Den ligger i regionen Est, i den östra delen av landet, 180 km öster om huvudstaden Ouagadougou. Léoura ligger 285 meter över havet och antalet invånare är 2 804.
Terrängen runt Léoura är platt. Närmaste större samhälle är Bogandé, 17,5 km väster om Léoura.
Trakten runt Léoura består i huvudsak av gräsmarker. Runt Léoura är det ganska glesbefolkat, med 47 invånare per kvadratkilometer.